# Grzegorz Malinowski
Grzegorz Malinowski (ur. 20 czerwca 1959 w Kożuchowie) – polski żużlowiec.
Sport żużlowy uprawiał w latach 1979–1992, reprezentując barwy klubów: Falubaz Zielona Góra (1979–1985) oraz Sparta Wrocław (1986–1992). 
Dwukrotny medalista drużynowych mistrzostw Polski: złoty (1985) oraz brązowy (1984). Złoty medalista młodzieżowych drużynowych mistrzostw Polski (1980). Finalista indywidualnych mistrzostw Polski (Lublin 1990 – XI miejsce).